# Mohammad Muslim Eneborg

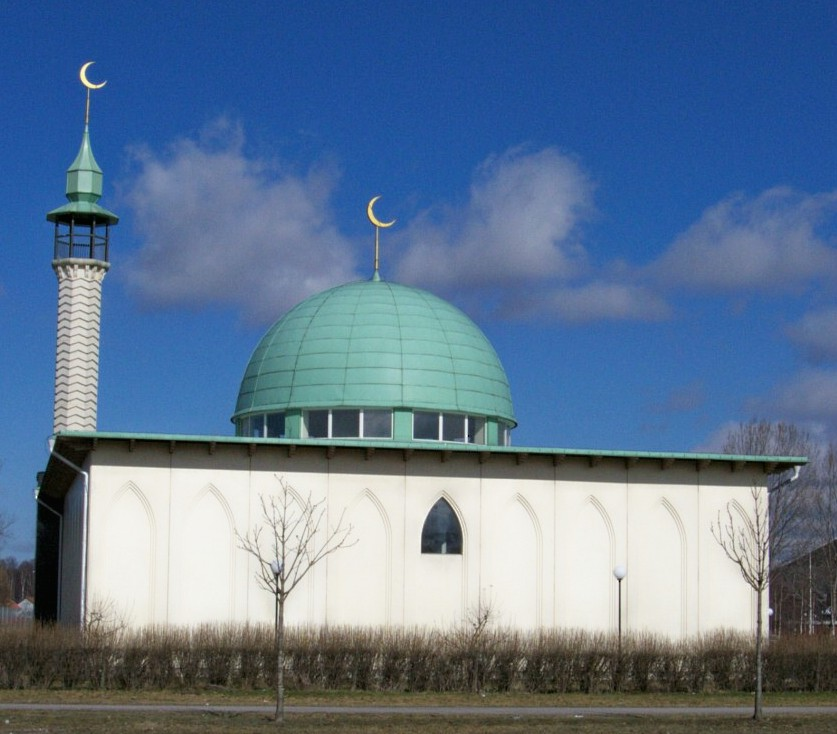
Mohammad Muslim var en av drivkrafterna bakom byggandet av Uppsala moské.

Mohammad Muslim Eneborg, född 1958 i Sundsvall, är en svensk imam och föreläsare om islam och muslimsk kultur. Han har arbetat för dialog mellan muslimska, judiska och kristna samfund och har vid flera tillfällen ombetts av svenska media att kommentera aktuella frågor som rör islam och muslimer i Sverige.
Åke Daniel Eneborg, som var hans namn innan konverteringen till islam, växte upp som lärarbarn på Brunnsviks folkhögskola. Han konverterade 1980 och reste sedan runt i den islamiska världen i ett par år, främst i Sydasien och Nordafrika men också i olika muslimska samhällen i Europa. Han bosatte sig därefter i Dewsbury i England. Han har studerat teologi vid flera islamiska institut och har därför erhållit titeln ’alim, som betecknar en muslimsk lärd, samt studerat arabiska, urdu och islamisk rättsvetenskap vid Institute of Islamic Education. Han har beskrivit sin utbildning som mycket traditionell och efter indiskt-pakistanskt mått. Efter att ha fullbordat studierna 1989 arbetade han därefter som imam vid flera moskéer i Storbritannien. Han ansvarade där bland annat för en imamutbildning för kvinnor. Åren 1992–1996 var han bosatt i Uppsala, där han var en av drivkrafterna bakom byggandet av Uppsala moské innan han återvände till Storbritannien. Han har sedan 1980-talet varit aktiv i den inter-religiösa dialogen tillsammans med judiska och kristna samfund i Storbritannien och Sverige.
Mohammad Muslim är numera (2012) bosatt i Sverige. Han är verksam som imam och khatib (predikant vid fredagsbönen) i Masjid Aysha, en mindre sunnimuslimsk moské som drivs av Skandinaviska Islamiska organisationen i Vasastan, Stockholm. Han är också ordförande för Det Yttersta Trädet (Sidratul Muntaha), en organisation vars ändamål är att presentera islam i Sverige och som bland annat driver Aksaa islamutbildning i Sverige sedan maj 2006. Inom ramen för detta arbete håller han föreläsningar runtom landet, bland annat i skolor och kyrkor, och ger kurser om islam och muslimsk kultur. Han är dessutom lärare på Kista folkhögskola, den enda i Sverige vars verksamhet vilar på muslimsk grund. Han föreläser ibland om arabiska språket och islam vid Stockholms universitet och andra universitet och högskolor. Han har därutöver medverkat i flera integrationsprojekt.
Han är gift och har fyra barn.